# Eumichtis adducta
Eumichtis adducta là một loài bướm đêm trong họ Noctuidae.